# Політична система Словаччини
Під політичною системою Словаччини розуміють сукупність політичних інституцій, процесів прийняття політичних рішень та зміст цих політичних рішень.
Політична система Словаччини базується на принципах парламентської демократії. Основну роль відіграють інтенсивно конкуруючі одна з одною політичні партії, тому політичну систему Словаччини ще часто називають партійною демократією. Вибори в Словаччині базуються на пропорційній системі, тому для утворення дієздатного уряду завжди необхідна конструктивна співпраця конкуруючих партій.

## Правова основа
Словаччина за формою правління є парламентською республікою, глава держави — президент. Державний устрій — унітарна держава. Згідно з Конституцією Словацької республіки влада поділяється на законодавчу, виконавчу і судову.

## Конституція
Головний закон Словаччини був прийнятий 1 вересня 1992 Словацькою національною радою Словацької Соціалістичної Республіки (у складі Чеської і Словацької Соціалістичної Республіки). Підписаний 3 вересня 1992 Президентом Словаччини в Залі Лицарів Братиславського Граду. Набрав чинності 11 жовтня 1992 року (деякі положення з 1 січня 1993 року). Зміни до конституції вносились у 1998, 1999 і 2001 роках. В Конституції задекларовано наступне: «Словацька республіка є суверенною, демократичною та правовою державою. Вона є незалежною від будь-якої ідеології та віросповідання».
Текст конституції складається з преамбули та 9 розділів, поділених на 156 статей, які в свою чергу згруповані в окремі розділи. Цілий розділ присвячений екологічним правам людини та їх гарантіями, крім того декларується, що економіка країни є соціально та екологічно орієнтованою.

## Парламент
Законодавча влада в державі належить однопалатному парламенту — Національній раді, що складається з 150 депутатів, яких обирають на загальних прямих виборах на 4-річний термін за пропорційною системою. Деякі важливі питання громадяни держави вирішують шляхом референдуму. Обирати мають право громадяни, що досягли 18-річного віку, а бути обраними ті, що досягли 21 року. Конституцією встановлено принцип несумісності депутатського мандата і посади члена уряду, таким чином на період членства в уряді депутата його мандат нечинний. Національна рада ухвалює закони, приймає державний бюджет, формує склад і структуру Уряду, ініціює всенародні референдуми, схвалює договори про приєднання до міждержавних союзів.
Окрім власне депутатів і комісії Національної ради правом законодавчої ініціативи наділений Уряд Словаччини. Ухвалені закони підписує президент. Якщо непідписаний президентом закон був повернутий до парламенту на повторний розгляд знов ухвалюється, він повинен бути оприлюднений і вважається таким, що набув чинності автоматично.

### Політичні партії
На парламентських виборах 29 лютого 2020 року до парламенту Словаччини пройшли наступні політичні партії:
| Абревіатура | Назва                                                               | %     | Мандатів | Мандатів в минулому скликанні |
| ----------- | ------------------------------------------------------------------- | ----- | -------- | ----------------------------- |
| Smer-SD     | Курс — соціальна демократія                                         | 18.29 | 38       | 49                            |
| SAS         | Свобода і солідарність                                              | 6.2   | 13       | 21                            |
| OĽaNO       | Звичайні люди та незалежні особистості                              | 25.03 | 53       | 19                            |
| SNS         | Словацька національна партія                                        | 8.64  | 15       | -                             |
| Sme Rodina  | Ми сім'я (партія)                                                   | 8.24  | 17       | 11                            |
| ĽSNS        | Котлеба — Народна партія Наша Словаччина                            | 8.04  | 17       | 14                            |
| Siet'       | Мережа (партія)                                                     | 5.6   | 10       | -                             |
| KDH         | Християнсько-демократичний рух                                      | 4.94  | -        | 16                            |
| SDKÚ-DS     | Словацький демократичний і християнський союз — Демократична партія | 0.28  | -        | 11                            |

## Виконавча влада

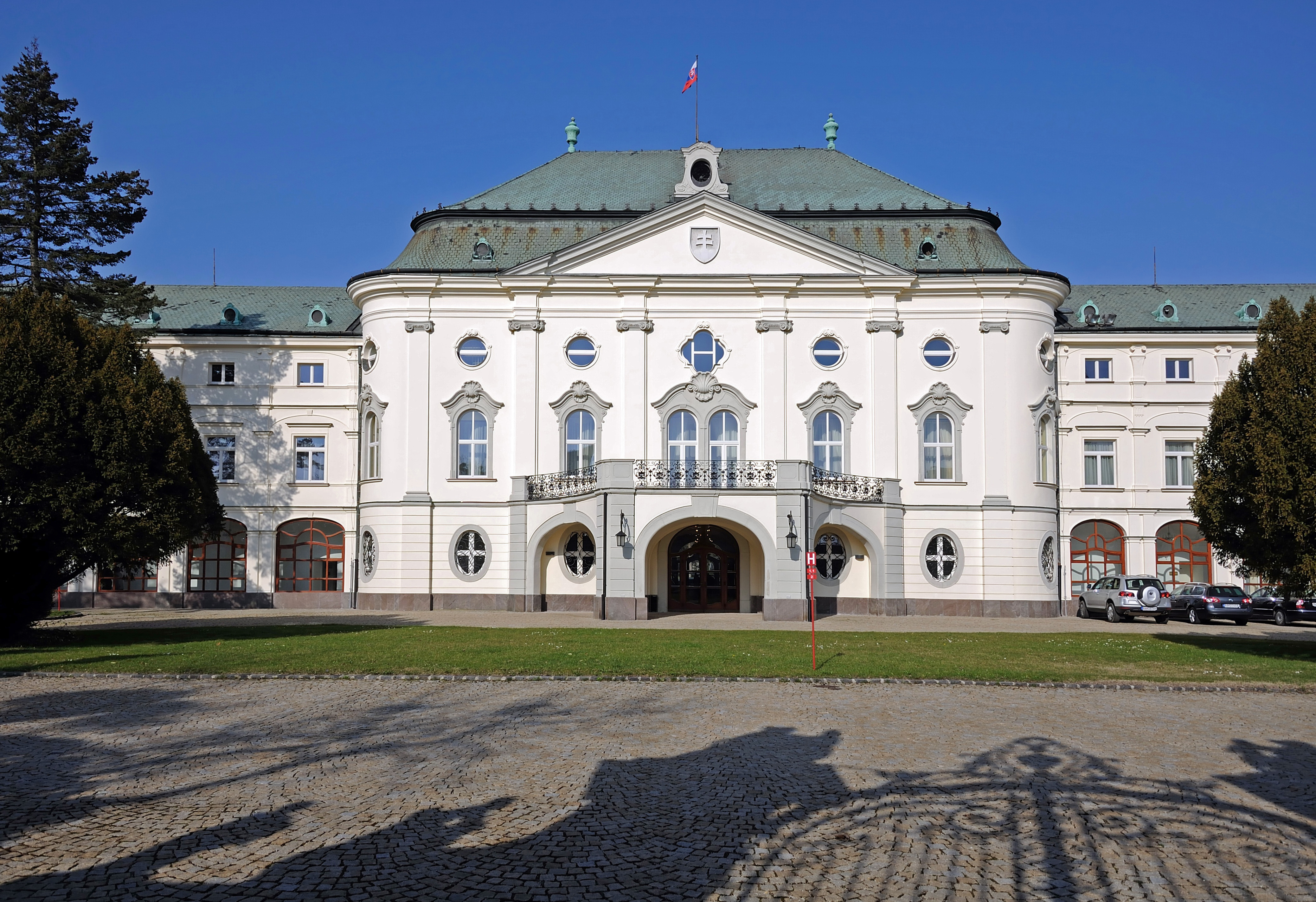
Будинок Словацького Уряду

Найвищим органом виконавчої влади є Уряд Словаччини, який формується з коаліції в парламенті. На чолі Уряду стоїть Прем'єр-міністр Словаччини, який часто обирається з очільників найбільшої парламентської партії, або коаліції. Уряд складається з 13 міністрів, з яких один є водночас першим віце-прем'єр-міністром) та кілька віце-прем'єр-міністрів, їх число залежить від потреб конкретного уряду. Новоутворений уряд у визначений строк представляє парламенту свою програму з метою отримати довіру (процедура інвеститури). Якщо протягом 6 місяців після сформування уряду його програму не буде схвалено, президент уповноважений розпустити Національну раду. Уряд несе колективну та індивідуальну політичну відповідальність перед парламентом.

### Президент

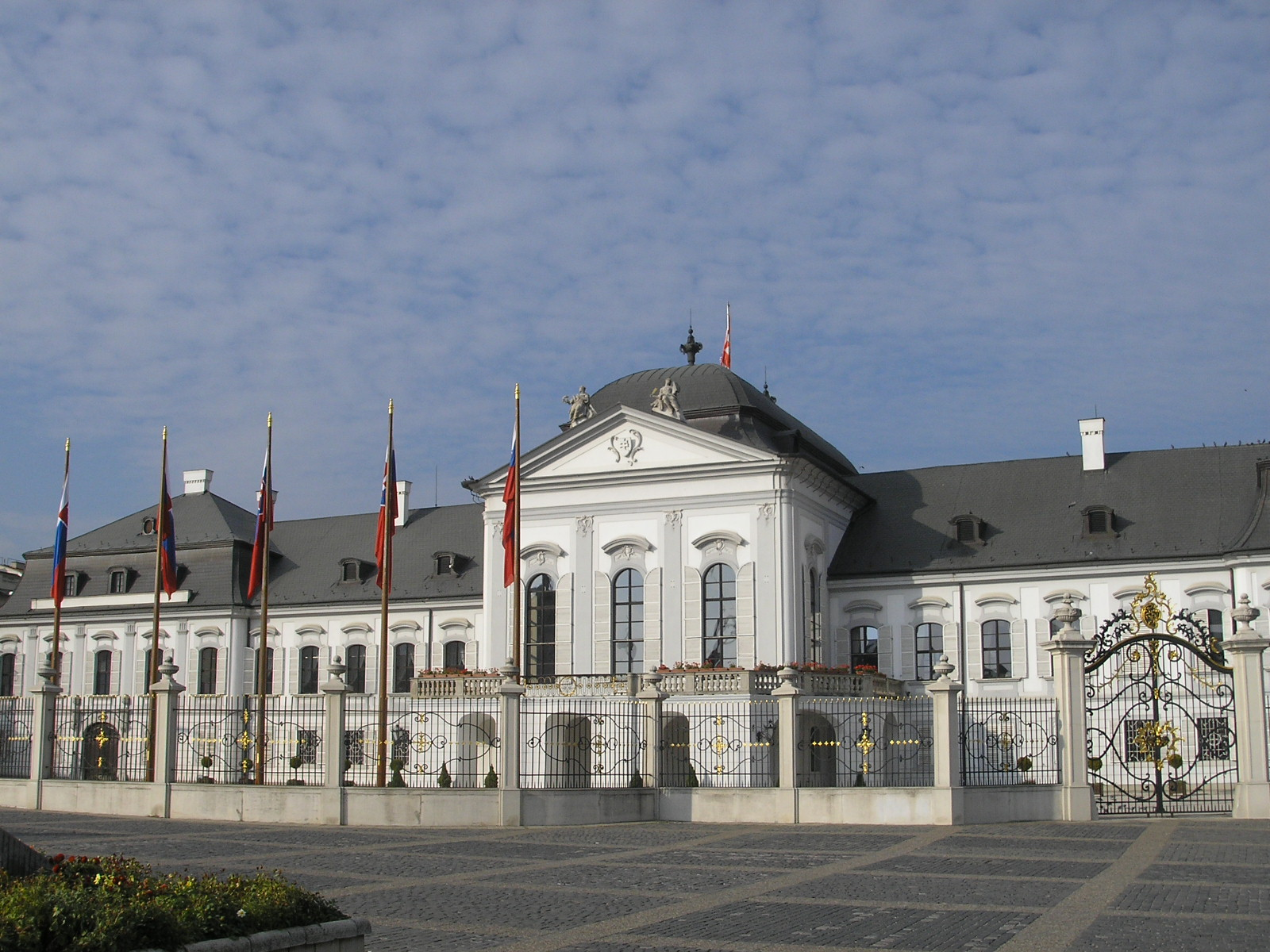
Резиденція Президента Словаччини

Головою Словацької республіки і головнокомандувачем Збройних сил країни є Президент. За чинним законодавством в основному виконує церемоніальні функції, проте в деяких випадках він наділений спеціальними повноваженнями, серед яких — призначення і звільнення прем'єр-міністра, інших членів уряду, ведння переговорів, укладання міжнародних договори, оголошення референдумів, за певних умов має право розпустити парламент. Президент обирається прямим волевиявленням народу на виборах президента кожні 5 років. Одна особа не може обіймати посаду президента більше двох термінів підряд. Достроково припинити повноваження президента може Національна рада, або шляхом оголошення всенародного референдуму, або на підставі звинувачення у державній зраді, порушенні чинної конституції (за рішенням Конституційного суду) тощо.
2014 року президентом був обраний безпартійний Андрей Кіска, що змінив Івана Гашпаровича, обраного вдруге 2009 року.
2019 року на посаду президента була обрана Зузана Чапутова одна із засновниць соціал-ліберальної партії «Прогресивна Словаччина». Ставши першою жінкою президентом незалежної Словацької Республіки.
2024 року у Словаччині відбулися чергові президентські вибори, на яких несподівану перемогу здобув кандидат, який позиціонується як проросійський – Петер Пеллегріні. За офіційними результатами, він набрав 53 % голосів виборців, випередивши свого супротивника Івана Корчока, який вважався проукраїнським кандидатом і здобув 47 % підтримки.

## Судова влада

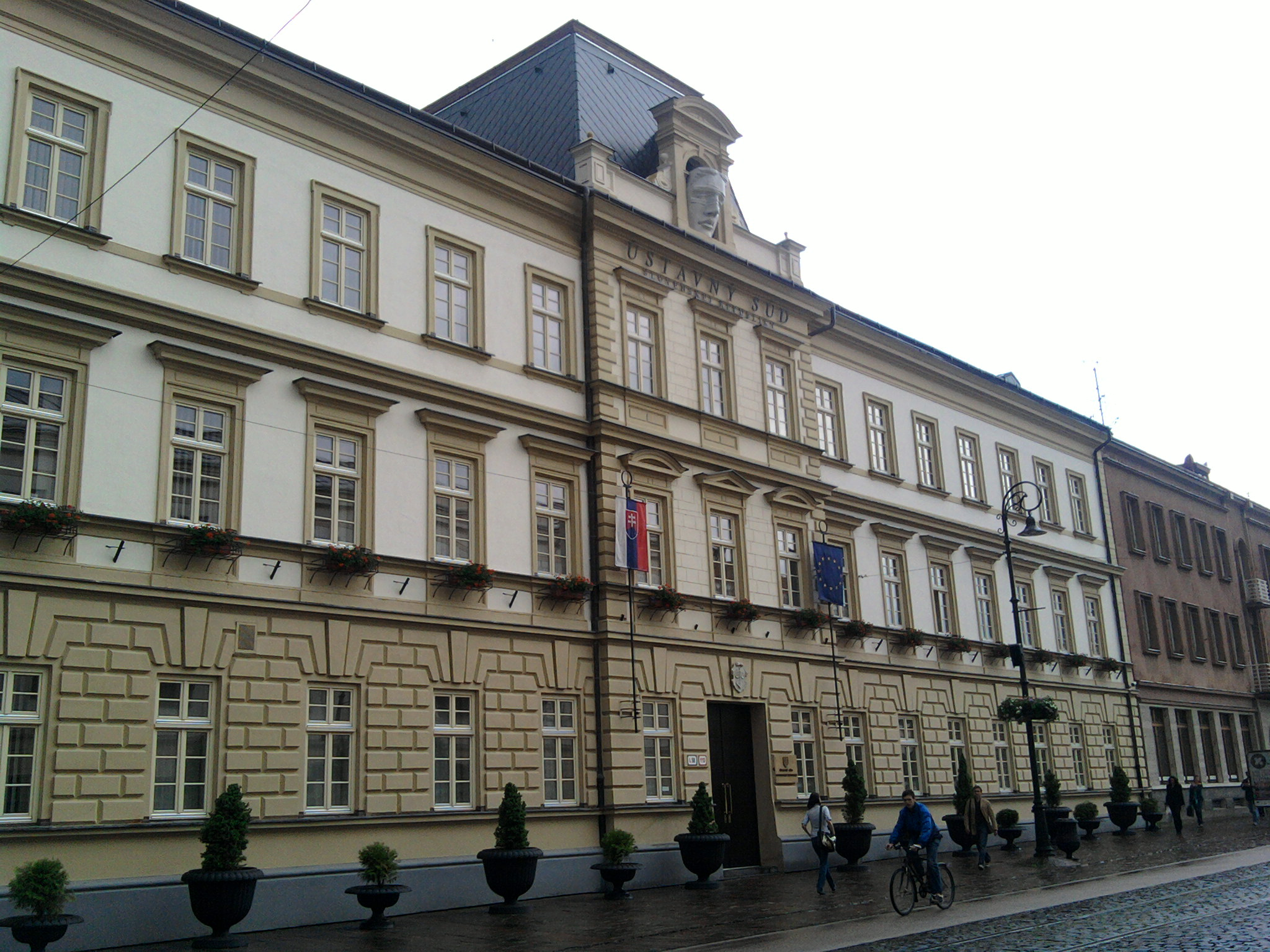
Конституційний суд Словаччини

Судову владу здійснюють органи судової системи держави, представлені судами загальної юрисдикції та іншими судами. Найвищим судом загальної юрисдикції є Верховний суд. Верховний Суд очолює Голова Верховного суду Словацької Республіки, який одночасно є Головою Ради юстиції Словацької Республіки. Суди загальної юрисдикції на нижчих рівнях крайові та окружні суди організовані на основі адміністративно-територіального поділу та принципу ефективності (не у всіх окружних центрах є окружні суди). Суддів безстроково призначає президент за поданням спецоргану — Суддівської ради.
Верховний Суд, як найвища ланка судочинства у Словацькій Республіці, ніколи не діє як суд першої інстанції. Він розглядає апеляції щодо відповідності закону рішень прийнятих крайовими, окружними судами та Спеціалізованим кримінальним судом. Рішення Верховного Суду Словаччини є кінцевим.
Спеціальним судом є Конституційний суд — вищий орган, що розглядає загальнодержавні справи стосовно відповідності тих, чи інших дій і форм взаємодії гілок влади. Конституційний суд складається з 13 суддів, яких призначає президент з-поміж кандидатур, запропонованих Національною радою на строк 12 років. До системи судів загальної юрисдикції не входить Конституційний суд та Спеціалізований кримінальний суд. Військові суди були скасовані 2009 року, а їхня компетенція перейшла до судів загальної юрисдикції.

## Участь у міжнародних організаціях
Словаччина є членом СОТ, МБРР, ОБСЄ, МВФ, ООН, НАТО, МФЧХ, ЦЄІ, ЦЕРН, РЄАП, ЄБРР, ЄІБ, ФАО, МАГАТЕ, МКС, МАР, МФК, МОП, Ради Європи, Євросоюзу та багатьох інших.